# Bristol (Tennessee)
Bristol és una població dels Estats Units a l'estat de Tennessee. Segons el cens del 2000 tenia 24.821 habitants.

## Demografia
Segons el cens del 2000, Bristol tenia 24.821 habitants, 10.648 habitatges, i 6.825 famílies. La densitat de població era de 326,5 habitants/km².
Dels 10.648 habitatges en un 26,2% hi vivien nens de menys de 18 anys, en un 49% hi vivien parelles casades, en un 11,4% dones solteres, i en un 35,9% no eren unitats familiars. En el 32,1% dels habitatges hi vivien persones soles el 14,1% de les quals corresponia a persones de 65 anys o més que vivien soles. El nombre mitjà de persones vivint en cada habitatge era de 2,26 i el nombre mitjà de persones que vivien en cada família era de 2,84.
Per edats la població es repartia de la següent manera: un 21,1% tenia menys de 18 anys, un 9,1% entre 18 i 24, un 27,2% entre 25 i 44, un 24,7% de 45 a 60 i un 17,9% 65 anys o més.
L'edat mediana era de 40 anys. Per cada 100 dones de 18 o més anys hi havia 87,3 homes.
La renda mediana per habitatge era de 30.039$ i la renda mediana per família de 37.341$. Els homes tenien una renda mediana de 28.210$ mentre que les dones 21.173$. La renda per capita de la població era de 18.535$. Entorn de l'11,5% de les famílies i el 15% de la població estaven per davall del llindar de pobresa.

## Poblacions més properes
El següent diagrama mostra les poblacions més properes.